# زاك ميلر (لاعب كرة قدم أمريكية)
زاكاري سكوت ميلر (بالإنجليزية: Zachary Scott Miller)‏ هو لاعب كرة قدم أمريكية أمريكي، ولد في 4 أكتوبر 1984 في ويستون في الولايات المتحدة.

## الاصابة
في 29 أكتوبر 2017، خلال مباراة ضد فريق نيو أورلينز ساينتس، تعرض ميلر لإصابة في الركبة أثناء محاولته التقاط تمريرة في منطقة النهاية. غادر ميلر المباراة وتم نقله إلى مستشفى قريب حول منطقة نيو أورلينز، حيث تم الكشف عن خلع ركبته مع أضرار جسيمة في الشريان المأبضي. خضع ميلر لعملية جراحية فورية وظل في المستشفى لمدة ثلاثة أسابيع. لو لم يتم علاج شريانه في الوقت المناسب، لكان من الممكن أن يصاب بالشلل من الركبة إلى أسفل.

## وصلات خارجية
- زاك ميلر على موقع مرجع كرة القدم المحترفة.كوم (الإنجليزية)